# Lenguas hokanas
La familia de lenguas hokanas es la agrupación hipotética de pequeñas familias lingüísticas habladas en California y México. Dependiendo de los autores el grupo estaría formado por entre 15 y 40 lenguas. Estando cerca del siglo desde que se propuso la existencia de esta familia, se ha encontrado alguna evidencia adicional que permite sostenerla como un agrupamiento genético verosímil. Aunque algunas familias hokanas pueden ser relacionadas, especialmente las del norte de California, algunos lingüistas siguen considerando que la hipótesis hokana está aún por comprobarse como válida. La etiqueta es empleada como un medio para simplificar el análisis de una de las regiones más diversas del planeta, lingüísticamente hablando.
El nombre hokano está difusamente basado en la palabra para dos en varios lenguajes pertenecientes a este gran grupo lingüístico: xwak en proto-yumano, c-oocj ([k-oːkx], según el Alfabeto Fonético Internacional), en seri, hak en achomawi, etc.
Las lenguas hokanas son habladas por los indígenas pomo, en la costa californiana, así como por otros grupos alrededor del monte Shasta y el lago Tahoe, y los grupos yumanos que viven en las riberas del río Colorado. Algunos lingüistas incluyen en este grupo a la lengua chumash, pero la evidencia no parece suficiente. El idioma yurumanguí de Colombia también ha sido incluido en esta clasificación (Rivet, 1942); lo mismo que las lenguas extintas del sur de la península de Baja California. Sin embargo, estos casos han sido ampliamente cuestionados por los lingüistas históricos. 

## Esbozo genético de las lenguas hokanas
La historia de la hipótesis hokana se remonta a la propuesta de R.B. Dixon (1905) de que existía un parentesco demostrable entre las lenguas shasta y las achomawi, proponiendo una familia shasta-achomawi. En 1913, R.B. Dixon y A.L. Kroeber ampliaron los parentescos a las lenguas pomo y el idioma chimariko a lo que después fue la hipótesis hokana. También conjeturaron con el parentesco del idioma karok y el idioma yana, y añadieron las lenguas yumanas y el idioma esselen. En 1917 Sapir publicó algunos datos comparativos de esas lenguas, además del seri, el chontal, el salinero y el chumash. En su artículo "Linguistic Families of California" (1919), Kroeber y Dixon, incluían bajo la hipótesis hokana las anteriores lenguas y además el idioma washo.

### Clasificación interna
No existe una clasificación única de las lenguas hokanas, existiendo diferencias de autor a autor tanto en las lenguas incluidas bajo el término "hokano" como en la agrupación externa. Una clasificación de compromiso basada en Kroeber, Mary Haas, Olmsted y las comparaciones léxicas del proyecto ASJP sería la siguiente:
- Lenguas hokanas septentrionales (8 lenguas)
  - Idioma washo[5] (1)
  - Idioma karok[5] (1)
  - Lenguas shasta-palaihnihanas[2] (6)
    - Lenguas palaihnihanas (2)
    - Lenguas shasta (4)
- Lenguas hokanas centrales (25 lenguas)
  - Idioma yana (1)
  - Idioma chimariko (1)
  - Lenguas pomo-yumanas[6] (17)
    - Lenguas pomoanas (7)
    - Idioma esselen (1)
    - Lenguas yumano-cochimíes (9)
    - Lenguas seri-salineras (3)
      - lenguas salineras (2)
      - Idioma seri (1)

  - Lenguas chumash (6)
- Lenguas hokanas meridionales (Lenguas tequistlateco-jicaques) (5 lenguas)
  - Lenguas tequistlatecas (3)
    - Idioma chontal de Oaxaca (con dos variedades) (2)
    - Idioma tequistlateco (1)

  - Lenguas jicaque-tol (2)
    - Idioma jicaque (1)
    - Idioma tol (1)

Otras lenguas que Sapir y otros autores han relacionado con las anteriores, pero de las que parece existir poca evidencia a favor son:
- Lenguas del SE. de Norteamérica:[7]
  - Lenguas comecrudas (3 lenguas)
  - idioma coahuilteco (1)
  - idioma cotoname (1)
  - idioma karankawa (1)
  - idioma tónkawa (1)
  - idioma atákapa (1)

### Comparación léxica
La evidencia en favor de la hipótesis hokana se basa en principalmente en comparaciones léxicas, y en menor medida evidencias morfológicas. Dichas comparaciones en general no son suficientemente detalladas como para establecer correspondencias fonéticas regulares y menos para reconstruir un inventario fonológico para el proto-hokano con seguridad. Las reconstrucciones de Mary Haas sugieren que la mayoría de lenguas hokanas experimentaron numerosas elisiones vocálicas y una reducción del número de sílabas. Además, algunas formas reconstruidas sugieren la existencia de metátesis que no se entienden bien; al derivar las formas modernas de diferentes proto-formas con metátesis la reconstrucción se oscurece.
En cuanto a las formas léxicas que presentan cierto parecido a lo largo de la familia están:
| GLOSA    | Karók | Chimariko | Shasta  | Esselen | Palaihnih. | Pomano   | Seri | Yumano   | Yumano | Yumano | Yumano | Salinero | Chumash |
| GLOSA    | Karók | Chimariko | Shasta  | Esselen | Achomawi   | Pomo     | Seri | Diegueño | Kiliwa | Mohave | Pai    | Salinero | Chumash |
| -------- | ----- | --------- | ------- | ------- | ---------- | -------- | ---- | -------- | ------ | ------ | ------ | -------- | ------- |
| 'dos'    | axak  | xoku      | xukʔa   | ulax    | xaʔq       | *ʔaqʰóc  | __   | xwak     | xawak  | xavik  | xuwaga | xakić    | __      |
| 'hombre' | avans | __        | awatíqa | efexe   | __         | *hiʔbaya | __   | __       | __     | ipa    | apa    | __       | __      |
| 'perro'  | __    | __        | __      | __      | xoma       | xayu     | haxz | xut      | θat    | xatčop | axat   | xutć     | xuču    |
| 'agua'   | aas   | aqa       | ačsa    | asanax  | as         | *ʔahqha  | hax  | xa       | exaa   | axa    | axa    | __       | ʔoʔ     |

No está del todo clara la regularidad de las correspondencias en el cuadro anterior aunque puede especularse con reconstrucciones cercanas a *xwak- / *hoka 'dos', *i-bay- 'hombre', *xotč- 'perro' y *ʔaxa(s)- 'agua'.
Algunas reconstrucciones adicionales, que muestran correspondencias regulares no triviales, fueron publicadas por Mary R. Haas (1963):
| GLOSA           | PROTO- SHASTA | PROTO- PALAIH. | PROTO- POMO | Yana   | Karok | Chimar. | PROTO- YUMA           | PROTO- HOKANO            |
| --------------- | ------------- | -------------- | ----------- | ------ | ----- | ------- | --------------------- | ------------------------ |
| 'oreja'         | *ísamakʼ      | *ísamaK        | *išamál     | malʔgu |       | -sam    | *išamárika *išamákari | *išamarukʼa *išamákʼaru  |
| 'hígado'        | *č-ímapasi    | *iwapasi       |             | ima    | váfiš | -ši     | *imačipasí            | *č-imapasi *imačipasi    |
| 'ombligo'       | *ímaraw       | alu (achom.)   |             | lakʼi  | ʔárup | -napu   | *imalikwí *imakwáli   | *imarakʼwi *imakʼwari    |
| 'cuello (nuca)' | *ímapka       | *iwapaKi       |             |        | vúˑp  | -kki    | *amipúki              | *imapaki *amipaki        |
| 'nariz'         | *č-imari      | *yaw̃ari *iw̃ari | *ilaw̃a      |        |       |         |                       | *yamari *imari *irama    |
| 'lengua'        | ipwá (Okw.)   | *ipali __      | *ipál __    | bawal- | ápri- | -pen    | *ipáli                | *ipari *ipawari *ipariwa |

Para 'lengua' existen formas relacionadas en chumash (elʔew, elew <*ipariwa), en washo (alŋ <*ipariwa) y en salinero (épal, ipaL <*ipari), seri (apɬ <*ipari) y chontal (pala, peɬ- <*ipari).

### Pronombres
Un hecho señalado por Ruhlen y otros es una tendencia a marcar la primera persona mediante n- y la segunda persona mediante m-, pero dicho patrón parece limitado a algunas ramas y no parecen existir correspondencias regulares en el sistema pronominal:
| GLOSA                | Karók   | Chimariko | Shasta | Esselen | Palaihnih. | Pomano            | Seri | Yumano             | Yumano  | Yumano       | Yumano               | Salinero                 | Chumash            |
| GLOSA                | Karók   | Chimariko | Shasta | Esselen | Atsugewi   | Pomo              | Seri | Diegueño           | Kiliwa  | Mohave       | Yuma                 | Salinero                 | Chumash            |
| -------------------- | ------- | --------- | ------ | ------- | ---------- | ----------------- | ---- | ------------------ | ------- | ------------ | -------------------- | ------------------------ | ------------------ |
| 1.ª persona singular | naˑ     | nout      | yáʔa   | eni     | àk         | ha                | ʔɛ   | ʔənya              | nyaʔpt  | inyétc       | ʔanyaˑc              | k'eʔ                     | noi                |
| 2.ª persona singular | ʔiˑm    | mamut     | máʔi   | nemi    | mìʔ        | ma                | mɛ   | maˑ                | maʔpt   | mantc        | manyc                | moʔ                      | pii                |
| 3.ª persona singular | ʔuˑm    | hamut     | kwaʦ   | lal     | àʦʦé       | mip (m.) mit (f.) | tiiχ | pəya (c.) puˑ (d.) | paat    | huvatce      | vasác (c.) avác (d.) | heoʔ                     | kai (c.) qòlò (d.) |
| 1.ª persona plural   | nüˑ     | natcidut  | ʦàkká  | lec     | móhʦà      | wa                | ʔɛ   | ʔənyawup           | panyapt | inyétcabite  | ʔanyecəc             | mom                      | kiku               |
| 2.ª persona plural   | ʔiˑmkun |           | màkká  | nomete  | móhʦà      | mal               | mɛ   | mənyawup           | pamaʔpt | mantcawite   | mácəc                | hewoʔt                   | piku               |
| 3.ª persona plural   | ʔuˑmkun |           | kwaʦ   | latc    | àʦʦé       | bek               | taaχ | pup                | paacawt | inyétcawínte |                      | kaiwum (c.) qòlòwum (d.) |                    |

### Criticismo a la hipótesis hokana
Hay muchas dudas con respecto a la llamada familia lingüística hokana. En su resumen de la hipótesis, Margaret Langdon, quien era partidaria de la hipótesis de la familia hokana, reporta (1974) la propuesta de Sapir con respecto a la relación entre el salinero ("Salinan" de California) y el seri, pero no la repite en su resumen. En su lugar, sugiere (tentativamente) en un pequeño párrafo, que posiblemente el seri, el chumash, y el chontal de Oaxaca forman una familia. Esta idea no ha recibido confirmación posterior. Campbell (1997), quien adopta una posición conservadora con respecto a las relaciones filogenéticas, incluye a las dos lenguas (seri y salinero) como lenguas aisladas. Marlett (2001) intenta evaluar la relación de seri a las otras lenguas supuestamente hokanas y señala que la evidencia es demasiado pobre. La supuesta relación entre seri y salinero se examina otra vez en Marlett (2008) y se rechaza por falta de evidencia.
Hamp (1998) presenta ciertos principios para la clasificación genética de las lenguas: que "es ilícito establecer una relación genética para una lengua o familia, cuya relación no ha sido demostrada", y que "la diseminación de aquellas supuestas relaciones puede confundir gravemente al público, un público no equipado para comprobar aquellas fallas técnicas." Muchas de las propuestas de la primera mitad del siglo XX están en proceso de evaluación sistemática. Este proceso debería resultar en varios cambios en las listas de familias que aparecen en enciclopedias y libros que anteriormente aceptaban las propuestas de relación lejana sin exigir la evidencia necesaria. R. Dixon (1997) también critica duramente las propuestas de relación lejana que no han presentado los datos necesarios para comprobar las hipótesis y pide que no se presenten de la misma forma que los trabajos serios.